# Dhu l-Nun al-Misri
Ḏū l-Nūn al-Miṣrī (in arabo ذو النون المصري‎? (Akhmim, 796 – Il Cairo, 859) è stato un mistico e medico egiziano.
È un santo sufi. Fu considerato il patrono dei medici nei primi anni dell'era islamica in Egitto, e si dice che abbia contribuito alla diffusione dello gnosticismo nell'Islam. Il suo nome completo fu Dhū l-Nūn Abū Fayḍ Ṯawbān ibn Ἰbrāhīm, in arabo أبوالفيض ثوبان بن إبراهيم‎?.
Dhū l-Nūn, letteralmente "Quello del Nūn", è anche il nome del profeta Giona nella cultura islamica, dato che "nūn" in arabo antico significa "grande pesce"/"balena", ed in aramaico significa "pesce".
La sua nisba al-Miṣrī significa "l'egiziano", nome apparentemente assegnatogli dai suoi fedeli non di discendenza copta come lui, o nel corso dei suoi viaggi fuori dall'Egitto.

## Biografia
Si sa poco della sua gioventù, salvo che era nubiano e che forse studiò medicina e alchimia, visitando poi sia Mecca, sia Damasco.
In occasione di questo suo ultimo soggiorno si avvicinò agli ambienti dei mistici e degli asceti sufi e incontrò non poche ostilità, tanto nell'ambiente del malikismo sunnita quanto in quello del Mutazilismo eterodosso. 
Proprio il dissenso con quest'ultimo, per l'insistenza con cui Dhū l-Nūn al-Miṣrī asseriva l'increatezza del Corano, gli valse la prigione fino alla sua liberazione disposta dallo stesso califfo abbaside al-Mutawakkil bi-llāh che operò con energia per l'eliminazione del Mutazilismo e la restaurazione del Sunnismo.
Quanto ci è dato sapere ci è pervenuto grazie al suo discepolo al-Muḥāsibī che ha riportato il suo insegnamento che, per essere stato rivolto a una ristretta cerchia di seguaci, fu davvero pionieristico, dato che fino ad allora le esperienze sufi erano state assolutamente individuali.
Ḏū l-Nūn al-Miṣrī è considerato tra i più importanti esponenti dell'antico Sufismo, e si merita una citazione nelle cronache sufi allo stesso livello di Junayd Baghdadi (m. 910) e di al-Bistami (m. 874). Studiò sotto la guida di vari insegnanti, e viaggiò molto in Arabia e Siria. Lo studioso musulmano e sufista Sahl al-Tustari fu uno degli studenti di Ḏū l-Nūn al-Misri. Nell'829 fu arrestato, accusato di eresia, e rinchiuso nella prigione di Baghdad, ma fu poi rilasciato per ordine del califfo e fece ritorno al Cairo, dove morì nell'859. La sua lapide è stata conservata.
Essendo stato un leggendario alchimista e taumaturgo, si disse che avesse conosciuto il segreto dei geroglifici egizi. I suoi scritti e poemi, estremamente ricchi di immagini mistiche, enfatizzano la conoscenza dello gnosi (ma'rifa) più della paura (makhāfa) o dell'amore (maḥabba), le altre due principali parti della realizzazione spirituale del sufismo. Non è sopravvissuta nessuna delle sue opere, ma una vasta collezione di poemi, scritti ed aforismi a lui attribuiti sono sopravvissuti nella tradizione orale. Maestro di gnosi (maʿrifa), Ḏū l-Nūn al-Miṣrī la intendeva come "conoscenza di Dio", unico esistente, da realizzare col pentimento (thawba), col distacco dalla materialità del mondo e con l'estasi mistica (wajd). Forte nel suo messaggio salvifico il concetto dell'amore (simbolizzato dalla figura del vino inebriante, in questo caso figurato assolutamente lecito), che deve essere certamente innanzi tutto per Dio ma che non deve mai escludere il proprio prossimo.